# Sam Adekugbe
Sam Adekugbe (Londres, Inglaterra, 26 de febrero de 1995) es un futbolista canadiense que juega de defensor en el Vancouver Whitecaps de la Major League Soccer.

## Biografía
Es hijo de padres nigerianos, su hermano Elijah también es futbolista. Tenía tres años cuando su familia se mudó de Londres a Mánchester; Posteriormente a los 10 años su familia se mudó de Mánchester a Calgary, Canadá. Se inició en Manchester AFC Clayton y Calgary Foothills SC.

## Selección
| Selección           | Año   | Partidos | Goles |
| ------------------- | ----- | -------- | ----- |
| Selección de Canadá | 2015- | 44       | 1     |
| Selección sub-20    | 2015  | 4        | 0     |

## Clubes
| Club                                  | País       | Año       | Partidos | Goles |
| ------------------------------------- | ---------- | --------- | -------- | ----- |
| Vancouver Whitecaps II                | Canadá     | 2013-2016 | 11       | 1     |
| Vancouver Whitecaps                   | Canadá     | 2013-2017 | 23       | 0     |
| Brighton & Hove Albion F. C. (cedido) | Inglaterra | 2016-2017 | 5        | 1     |
| IFK Göteborg (cedido)                 | Suecia     | 2017      | 10       | 0     |
| Vålerenga Fotball                     | Noruega    | 2018-2021 | 80       | 0     |
| Hatayspor                             | Turquía    | 2021-2023 | 56       | 0     |
| Galatasaray S. K. (cedido)            | Turquía    | 2023      | 6        | 0     |
| Vancouver Whitecaps                   | Canadá     | 2023-     | 35       | 2     |

## Palmarés

### Campeonatos nacionales
| Título                          | Club                | País    | Año  |
| ------------------------------- | ------------------- | ------- | ---- |
| Campeonato Canadiense de Fútbol | Vancouver Whitecaps | Canadá  | 2015 |
| Superliga de Turquía            | Galatasaray S. K.   | Turquía | 2023 |
| Campeonato Canadiense de Fútbol | Vancouver Whitecaps | Canadá  | 2024 |